# Тончи Хуљић
Тончи Хуљић (Сплит, 29. октобар 1961) хрватски је музичар, текстописац и музички продуцент.

## Биографија
Током 1990-их година, након распада Југославије, Тончи Хуљић је био међу првим хрватским музичарима који је употребио елементе фолк музике из СФРЈ у свом репертоару. Иако се то многим рок критичарима није свидело па су га оптужили за увођење турбо фолка у хрватску музику, Магазин је у то време убедљиво постао најпопуларнији музички састав у Хрватској. Популарност састава се проширила на државе бивше Југославије.